# Feiglingsspiel
Beim Feiglingsspiel (englisch chicken game), Spiel mit dem Untergang, Hazard bzw. Angsthasespiel handelt es sich um ein Problem aus der Spieltheorie. Dieses Spiel ist auch unter dem Namen Brinkmanship in der Literatur bekannt und kann als eine Ausprägung des Falke-Taube-Spiels gesehen werden.
Es geht um das Szenario einer Mutprobe: Zwei Sportwagen fahren mit hoher Geschwindigkeit aufeinander zu. Wer ausweicht, beweist damit seine Angst und hat das Spiel verloren. Weicht keiner aus, haben beide Spieler zwar die Mutprobe bestanden, ziehen jedoch daraus keinen persönlichen Nutzen, weil sie durch den Zusammenprall ihr Leben verlieren.

## Regeln und Strategien
Das Spiel mit dem Untergang wird in der Spieltheorie als ein Zweipersonenspiel mit je zwei Strategien (ausweichen, weiterfahren) modelliert. Die Auszahlungen (in Nutzeneinheiten) könnten wie in der folgenden Bimatrix aussehen:
|           |              | Spieler 2  |              |
|           |              | Ausweichen | Weiterfahren |
| Spieler 1 | Ausweichen   | 4/4        | 2/6          |
| Spieler 1 | Weiterfahren | 6/2        | 0/0          |

Den größten Nutzen von 6 hat derjenige Spieler, der kaltblütig weiterfährt, während sein Mitspieler Angst bekommt und ausweicht. Der Ausweichende hat zwar die Mutprobe nicht bestanden, jedoch sein Leben behalten, was einem Nutzen von 2 entspricht. Weichen beide aus, so ist ihr Nutzen 4, da sie voreinander nicht ihr Gesicht verlieren und überleben.
Das Spiel hat drei Nash-Gleichgewichte. Zwei in reinen Strategien (ausweichen/weiterfahren und weiterfahren/ausweichen) und eines in gemischten Strategien (beide Spieler weichen mit einer Wahrscheinlichkeit von 1/2 aus). Das Nash-Gleichgewicht in gemischten Strategien hängt von den exakten Werten in der Auszahlungsmatrix ab. Wird der Sieg z. B. besonders hoch bewertet (Nutzen von 8 statt von 6), so liegt das Nash-Gleichgewicht nicht bei [(1/2;1/2),(1/2;1/2)], sondern bei [(1/3;2/3),(1/3;2/3)].

## Grenzen des Modells
Wenn das Spiel mit dem Untergang in der Realität gespielt wird, haben die Spieler mehr als nur zwei Optionen (Strategien). So stehen sie nicht einfach vor der Entscheidung weiterzufahren oder auszuweichen, sondern sie können z. B. zu verschiedenen Zeitpunkten ausweichen. Des Weiteren kann ein gleichzeitiges Ausweichen in die gleiche Richtung auch zu einer Kollision führen. Außerdem haben sie vielleicht die Möglichkeit, vor der eigentlichen Mutprobe Handlungen auszuführen, die das Verhalten des Gegners beeinflussen, indem sie beispielsweise versuchen, den Gegner davon zu überzeugen, dass sie selbst keinesfalls ausweichen werden.
Das könnte über eine glaubwürdige Selbstbindung geschehen: Wenn es einem der Mitspieler gelingt, die Auszahlungen so zu verändern, dass für ihn Ausweichen in jedem Fall zu einem niedrigeren Nutzen führt als Weiterfahren (Weiterfahren als dominante Strategie), dann ist seine Ankündigung, in jedem Fall weiterzufahren, glaubwürdig. Sein Gegner kann sich sicher sein, dass sein (rationaler) Mitspieler seine Ankündigung wahr machen wird.
Etwas konkreter könnte einer der Spieler so überlegen: „Nur wenn ich den anderen davon überzeugen kann, dass mein Auto z. B. explodiert, sobald ich nach links oder rechts steuere, ist meine Drohung glaubwürdig und der andere kann die beste Antwort (best response) auf meine Strategie wählen, was in diesem Fall dann vermutlich ein Ausweichen wäre.“ Ein anderes Beispiel wäre: Wenn einer der Spieler während der Fahrt das Lenkrad aus dem Fenster wirft, macht er dem anderen damit deutlich klar, dass er nicht mehr ausweichen kann.
Stanley Kubrick deutet mit der Weltvernichtungsmaschine eine solche Möglichkeit für die Nuklearstrategie eines Staates in seinem Film Dr. Seltsam oder: Wie ich lernte, die Bombe zu lieben (von 1964) an. Allerdings wurde diese Weltvernichtungsmaschine zu lange geheim gehalten und ist damit für diese Strategie unwirksam.
Wenn diese Möglichkeit der glaubwürdigen Selbstbindung explizit in ein symmetrisches, mehrstufiges Modell eingebaut wird, bei dem beide Spieler vor dem eigentlichen Rennen die Auszahlungen entsprechend beeinflussen können, gibt es allerdings wieder zwei (nicht symmetrische) Nash-Gleichgewichte:
1. Spieler 1 bindet sich glaubwürdig, weicht nicht aus, Spieler 2 weicht aus;
2. Spieler 2 bindet sich glaubwürdig, weicht nicht aus, Spieler 1 weicht aus.

Diese Komplizierung des Modells hilft also nicht, eine eindeutige Lösung des Spiels zu bestimmen.

## Irrationales Spiel
Ein irrationales Spiel kann beim Feiglingsspiel Vorteile bringen. Zum Beispiel könnte ein Spieler sich vor Beginn der Fahrt betrinken, um dem Gegner zu zeigen, dass er während der Fahrt nicht vernünftig handeln kann. Bei irrationalem Spiel lässt sich vom Spielgegner nicht voraussagen, wie man handeln wird. Diese Strategie kann auch in der Politik verfolgt werden (Madman-Theorie).